# Город Эмбер: Побег (роман)
«Город Эмбер: Побег» (англ. The City of Ember) — постапокалиптический роман американской писательницы Джин Дюпро, первая книга из тетралогии, написана в 2003 году. Повествует о подземном городе, созданном перед апокалипсисом для сохранения жизни на планете.

## Сюжет
Много поколений люди живут в подземном городе, освещаемом только фонарями. Создатели города рассчитывали, что жители смогут выйти на поверхность через 200 лет, и оставили инструкции, запечатанные во временной капсуле. Капсула хранилась и передавалась от одного мэра города к следующему. Однако цепочка случайно прервалась, и шкатулка с инструкциями была утеряна.
200 лет давно прошли, запасы продовольствия на исходе, а сердце подземного города — энергетический генератор — исчерпал срок своей службы, но мэр не собирается искать пути спасения для остальных жителей. Забытые инструкции случайно находит девочка-подросток Лина, и со своим другом Дуном пытается расшифровать послание и помочь жителям города найти дорогу в новый мир.

## Главные герои
- Лина Мейфлит — девочка, нашедшая письмо, в котором указана инструкция эвакуации на поверхность земли.
- Дун Харроу — мальчик, помогавший Лине.
- Мистер Коул — мэр города Эмбер.
- Поппи — сестра Лины.
- Лиззи — подруга Лины.